# Niwaella
Niwaella és un gènere de peixos actinopterigis de la família dels cobítids.

## Taxonomia
- Niwaella brevifasciata (Kim & Lee, 1995)[2]
- Niwaella delicata (Niwa, 1937)[3]
- Niwaella longibarba (Chen & Chen, 2005)[4]
- Niwaella multifasciata (Wakiya & Mori, 1929)[5]
- Niwaella xinjiangensis (Chen & Chen, 2005)[4][6][7][8][9][10][11][12]